# 图庞西
图庞西是巴西巴拉那州的一个市镇。总面积310.912平方公里，总人口7960人，人口密度25.6人/平方公里。